# Liste der Bodendenkmäler in Ahorntal
Auf dieser Seite sind die Bodendenkmäler in der oberfränkischen Gemeinde Ahorntal zusammengestellt. Diese Tabelle ist eine Teilliste der Liste der Bodendenkmäler in Bayern. Grundlage ist die Bayerische Denkmalliste, die auf Basis des Bayerischen Denkmalschutzgesetzes vom 1. Oktober 1973 erstmals erstellt wurde und seither durch das Bayerische Landesamt für Denkmalpflege geführt wird. Die folgenden Angaben ersetzen nicht die rechtsverbindliche Auskunft der Denkmalschutzbehörde.

## Bodendenkmäler der Gemeinde Ahorntal

### Bodendenkmäler in der Gemarkung Adlitz
| Lage              | Objekt | Akten-Nr.     | Bild           |
| ----------------- | --- | ------------- | -------------- |
| Adlitz (Standort) | Grabhügel vorgeschichtlicher Zeitstellung.                                                                                      | D-4-6134-0076 |                |
| Adlitz (Standort) | Schloss Adlitz Mittelalterlicher Turmhügel mit Außenbefestigung sowie untertägige Teile des frühneuzeitlichen Schlosses Adlitz. | D-4-6134-0077 | weitere Bilder |

### Bodendenkmäler in der Gemarkung Ahorntal
| Lage                | Objekt                                            | Akten-Nr.     | Bild           |
| ------------------- | ------------------------------------------------- | ------------- | -------------- |
| Ahorntal (Standort) | Sophienhöhle Höhle mit vorgeschichtlichen Funden. | D-4-6134-0059 | weitere Bilder |

### Bodendenkmäler in der Gemarkung Christanz
| Lage                 | Objekt                                                       | Akten-Nr.     | Bild |
| -------------------- | ------------------------------------------------------------ | ------------- | ---- |
| Christanz (Standort) | Burgstall des späten Mittelalters, zum Teil überbaut.        | D-4-6134-0053 |      |
| Christanz (Standort) | Grabhügel vorgeschichtlicher Zeitstellung.                   | D-4-6134-0055 |      |
| Christanz (Standort) | Grabhügel vorgeschichtlicher Zeitstellung.                   | D-4-6134-0056 |      |
| Christanz (Standort) | Siedlung der Urnenfelderzeit und Hallstattzeit.              | D-4-6134-0057 |      |
| Christanz (Standort) | Siedlung der Urnenfelderzeit.                                | D-4-6134-0098 |      |
| Christanz (Standort) | Abgegangener Ansitz des Mittelalters und der frühen Neuzeit. | D-4-6134-0143 |      |

### Bodendenkmäler in der Gemarkung Hohenmirsberg
| Lage                     | Objekt                    | Akten-Nr.     | Bild |
| ------------------------ | ------------------------- | ------------- | ---- |
| Hohenmirsberg (Standort) | Mittelalterliche Wüstung. | D-4-6134-0175 |      |

### Bodendenkmäler in der Gemarkung Kirchahorn
| Lage                  | Objekt | Akten-Nr.     | Bild                                 |
| --------------------- | --- | ------------- | ------------------------------------ |
| Kirchahorn (Standort) | Burgstall des Mittelalters. | D-4-6134-0058 |                                      |
| Kirchahorn (Standort) | Burgstall des hohen und späten Mittelalters. | D-4-6134-0060 |                                      |
| Kirchahorn (Standort) | Burgstall des Mittelalters sowie archäologische Befunde im Bereich der ehemalige frühneuzeitlichen Schlossanlage von Weiher, 1857 abgebrochen.                    | D-4-6134-0061 |                                      |
| Kirchahorn (Standort) | Höhle mit vorgeschichtlichen Funden. | D-4-6134-0063 |                                      |
| Kirchahorn (Standort) | Höhle mit Funden vorgeschichtlicher Zeitstellung. | D-4-6134-0064 |                                      |
| Kirchahorn (Standort) | Felsdach mit Funden vor- und frühgeschichtlicher Zeitstellung. | D-4-6134-0065 |                                      |
| Kirchahorn (Standort) | Grabhügel vorgeschichtlicher Zeitstellung. | D-4-6134-0066 |                                      |
| Kirchahorn (Standort) | Abschnittsbefestigung vorgeschichtlicher Zeitstellung, Höhensiedlung der frühen Latènezeit sowie Höhlenstation vorgeschichtlicher Zeitstellung.                   | D-4-6134-0067 |                                      |
| Kirchahorn (Standort) | Höhle mit Funden vorgeschichtlicher Zeitstellung. | D-4-6134-0069 |                                      |
| Kirchahorn (Standort) | Felsdach mit Funden vorgeschichtlicher Zeitstellung. | D-4-6134-0071 |                                      |
| Kirchahorn (Standort) | Turmhügel des Mittelalters, teilweise überbaut. | D-4-6134-0074 |                                      |
| Kirchahorn (Standort) | Klaussteinkapelle Befunde des Mittelalters und der frühen Neuzeit im Bereich der Evangelisch-Lutherischen Filialkirche St. Nikolaus von Klausstein.               | D-4-6134-0125 | Archäologische Befunde D-4-6134-0125 |
| Kirchahorn (Standort) | Burg Rabenstein Archäologische Befunde von Vorgängerbauten und untertägige Teile der Burg Rabenstein, bezeugt ab dem 12. Jahrhundert.                             | D-4-6134-0126 | weitere Bilder                       |
| Kirchahorn (Standort) | Burgstall des Mittelalters. | D-4-6134-0127 |                                      |
| Kirchahorn (Standort) | Vorgängerbauten sowie Befunde des Mittelalters und der frühen Neuzeit im Bereich der Evangelisch-Lutherischen Pfarrkirche St. Michael und Jakobus von Kirchahorn. | D-4-6134-0144 | weitere Bilder                       |
| Kirchahorn (Standort) | Höhle mit vorgeschichtlichen Funden. | D-4-6134-0145 |                                      |

### Bodendenkmäler in der Gemarkung Körzendorf
| Lage                  | Objekt                                         | Akten-Nr.     | Bild |
| --------------------- | ---------------------------------------------- | ------------- | ---- |
| Körzendorf (Standort) | Burgstall des Mittelalters.                    | D-4-6134-0082 |      |
| Körzendorf (Standort) | Dorfwüstung des hohen und späten Mittelalters. | D-4-6134-0109 |      |

### Bodendenkmäler in der Gemarkung Oberailsfeld
| Lage                    | Objekt | Akten-Nr.     | Bild           |
| ----------------------- | --- | ------------- | -------------- |
| Oberailsfeld (Standort) | Burgstall des Mittelalters. | D-4-6134-0043 |                |
| Oberailsfeld (Standort) | Burgstall des Mittelalters. | D-4-6134-0044 |                |
| Oberailsfeld (Standort) | Felsdach mit jungpaläolithischen und mesolithischen Funden.                                                                                  | D-4-6134-0045 |                |
| Oberailsfeld (Standort) | Grabhügel vorgeschichtlicher Zeitstellung, daraus Funde der Hallstattzeit sowie der frühen Latènezeit.                                       | D-4-6134-0046 |                |
| Oberailsfeld (Standort) | Grabhügel vorgeschichtlicher Zeitstellung.                                                                                                   | D-4-6134-0047 |                |
| Oberailsfeld (Standort) | Grabhügel vorgeschichtlicher Zeitstellung, daraus Funde der Hallstattzeit.                                                                   | D-4-6134-0048 |                |
| Oberailsfeld (Standort) | Grabhügel vorgeschichtlicher Zeitstellung.                                                                                                   | D-4-6134-0049 |                |
| Oberailsfeld (Standort) | Grabhügel vorgeschichtlicher Zeitstellung.                                                                                                   | D-4-6134-0050 |                |
| Oberailsfeld (Standort) | Siedlung des Neolithikums. | D-4-6134-0117 |                |
| Oberailsfeld (Standort) | Vorgängerbauten sowie Befunde des Mittelalters und der frühen Neuzeit im Bereich der Katholischen Pfarrkirche St. Burkhard von Oberailsfeld. | D-4-6134-0135 | weitere Bilder |

### Bodendenkmäler in der Gemarkung Poppendorfer Wald
| Lage                         | Objekt                             | Akten-Nr.     | Bild |
| ---------------------------- | ---------------------------------- | ------------- | ---- |
| Poppendorfer Wald (Standort) | Höhensiedlung der Urnenfelderzeit. | D-4-6134-0086 |      |

### Bodendenkmäler in der Gemarkung Poppendorf
| Lage                  | Objekt | Akten-Nr.     | Bild |
| --------------------- | --- | ------------- | ---- |
| Poppendorf (Standort) | Pestfriedhof des 17. Jahrhunderts.                                                                                              | D-4-6134-0085 |      |
| Poppendorf (Standort) | Vorgängerbauten sowie Befunde des Mittelalters und der frühen Neuzeit im Bereich der Katholischen Kuratiekirche von Poppendorf. | D-4-6134-0137 |      |

### Bodendenkmäler in der Gemarkung Reizendorf
| Lage                  | Objekt                                 | Akten-Nr.     | Bild |
| --------------------- | -------------------------------------- | ------------- | ---- |
| Reizendorf (Standort) | Turmhügel des Mittelalters.            | D-4-6134-0083 |      |
| Reizendorf (Standort) | Abgegangener frühneuzeitlicher Ansitz. | D-4-6134-0146 |      |
| Reizendorf (Standort) | Siedlung der Urnenfelderzeit.          | D-4-6134-0203 |      |

### Bodendenkmäler in der Gemarkung Volsbach
| Lage                | Objekt | Akten-Nr.     | Bild           |
| ------------------- | --- | ------------- | -------------- |
| Volsbach (Standort) | Archäologische Befunde im Bereich der spätmittelalterlichen und frühneuzeitlichen Katholischen Pfarrkirche Mariä Geburt von Volsbach. | D-4-6134-0141 | weitere Bilder |